# Lasserre-de-Prouille
Pour les articles homonymes, voir Lasserre.
« Lasserre-de-Prouilhe » redirige ici.
Lasserre-de-Prouille , parfois Lasserre-de-Prouilhe de manière non officielle, est une commune française, située en pays de Razès, dans le Nord-Ouest du département de l'Aude en région Occitanie.
Sur le plan historique et culturel, la commune fait partie du Lauragais, l'ancien « Pays de Cocagne », lié à la fois à la culture du pastel et à l’abondance des productions, et de « grenier à blé du Languedoc ». Exposée à un climat méditerranéen, elle est drainée par le ruisseau de la Force, le ruisseau de Rivals et par un autre cours d'eau. La commune possède un patrimoine naturel remarquable composé d'une zone naturelle d'intérêt écologique, faunistique et floristique.
Lasserre-de-Prouille est une commune rurale qui compte 290 habitants en 2022, après avoir connu une forte hausse de la population depuis 1975. Elle fait partie de l'aire d'attraction de Carcassonne. Ses habitants sont appelés les Lasserrais ou  Lasserraises.

## Géographie

### Localisation
Lasserre-de-Prouille est située dans l'ouest du département de l'Aude, à l'ouest de Carcassonne.

### Communes limitrophes
|          | La Force             |                         |
| Fanjeaux | Lasserre-de-Prouille | Villeneuve-lès-Montréal |
|          | Brézilhac            | Cailhavel               |

### Géologie et relief
La commune est située sur une hauteur marquant l'extrémité orientale d'une colline culminant au Bon Majou à 305 mètres d'altitude.

### Hydrographie
La commune est dans la région hydrographique « Côtiers méditerranéens », au sein du bassin hydrographique Rhône-Méditerranée-Corse. Elle est drainée par le ruisseau de la Force, le ruisseau de Rivals et le ruisseau de Pradel, qui constituent un réseau hydrographique de 6 km de longueur totale,.

### Climat
Pour des articles plus généraux, voir Climat de l'Occitanie et Climat de l'Aude.
En 2010, le climat de la commune est de type climat du Bassin du Sud-Ouest, selon une étude s'appuyant sur une série de données couvrant la période 1971-2000. En 2020, Météo-France publie une typologie des climats de la France métropolitaine dans laquelle la commune est exposée à un climat océanique altéré et est dans la région climatique Aquitaine, Gascogne, caractérisée par une pluviométrie abondante au printemps, modérée en automne, un faible ensoleillement au printemps, un été chaud (19,5 °C), des vents faibles, des brouillards fréquents en automne et en hiver et des orages fréquents en été (15 à 20 jours).
Pour la période 1971-2000, la température annuelle moyenne est de 13,4 °C, avec une amplitude thermique annuelle de 16,1 °C. Le cumul annuel moyen de précipitations est de 759 mm, avec 10 jours de précipitations en janvier et 5,3 jours en juillet. Pour la période 1991-2020, la température moyenne annuelle observée sur la station météorologique la plus proche, située sur la commune de Fanjeaux à 4 km à vol d'oiseau, est de 14,3 °C et le cumul annuel moyen de précipitations est de 625,0 mm,. Pour l'avenir, les paramètres climatiques de la commune estimés pour 2050 selon différents scénarios d'émission de gaz à effet de serre sont consultables sur un site dédié publié par Météo-France en novembre 2022.

### Voies de communication et transports
Lasserre-de-Prouille est située dans le Razès, en retrait de la route départementale 623 qui relie Castelnaudary au nord-ouest à Limoux au sud-est.

### Milieux naturels et biodiversité

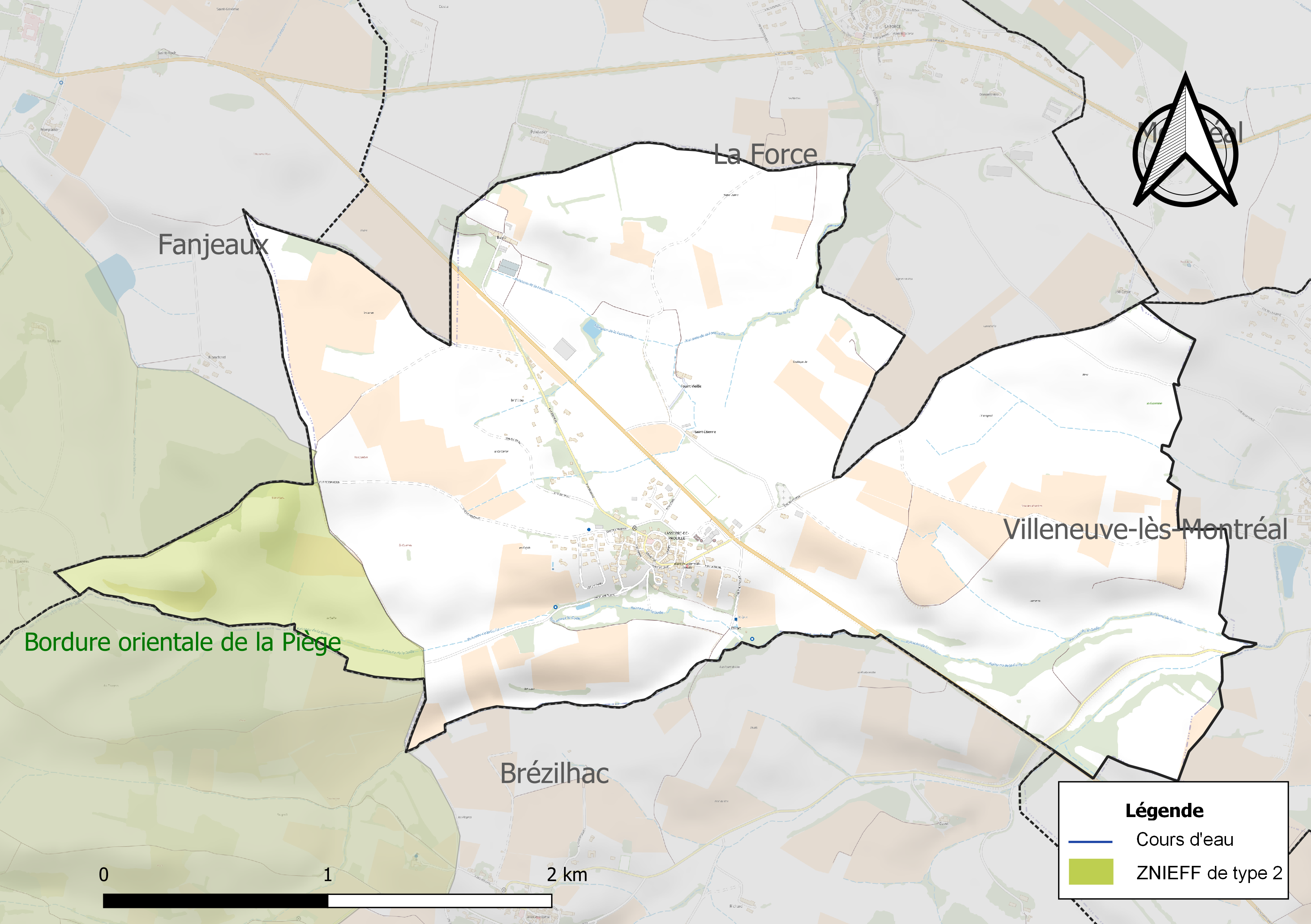
Carte de la ZNIEFF de type 2 localisée sur la commune.

L’inventaire des zones naturelles d'intérêt écologique, faunistique et floristique (ZNIEFF) a pour objectif de réaliser une couverture des zones les plus intéressantes sur le plan écologique, essentiellement dans la perspective d’améliorer la connaissance du patrimoine naturel national et de fournir aux différents décideurs un outil d’aide à la prise en compte de l’environnement dans l’aménagement du territoire.
Une ZNIEFF de type 2 est recensée sur la commune : la « bordure orientale de la Piège » (11 102 ha), couvrant 22 communes du département.

## Urbanisme

### Typologie
Au 1er janvier 2024, Lasserre-de-Prouille est catégorisée commune rurale à habitat dispersé, selon la nouvelle grille communale de densité à 7 niveaux définie par l'Insee en 2022.
Elle est située hors unité urbaine. Par ailleurs la commune fait partie de l'aire d'attraction de Carcassonne, dont elle est une commune de la couronne,. Cette aire, qui regroupe 115 communes, est catégorisée dans les aires de 50 000 à moins de 200 000 habitants,.

### Occupation des sols
L'occupation des sols de la commune, telle qu'elle ressort de la base de données européenne d’occupation biophysique des sols Corine Land Cover (CLC), est marquée par l'importance des territoires agricoles (93,5 % en 2018), en diminution par rapport à 1990 (100 %). La répartition détaillée en 2018 est la suivante : zones agricoles hétérogènes (40,5 %), cultures permanentes (38,3 %), terres arables (14,7 %), zones urbanisées (6,5 %). L'évolution de l’occupation des sols de la commune et de ses infrastructures peut être observée sur les différentes représentations cartographiques du territoire : la carte de Cassini (XVIIIe siècle), la carte d'état-major (1820-1866) et les cartes ou photos aériennes de l'IGN pour la période actuelle (1950 à aujourd'hui).

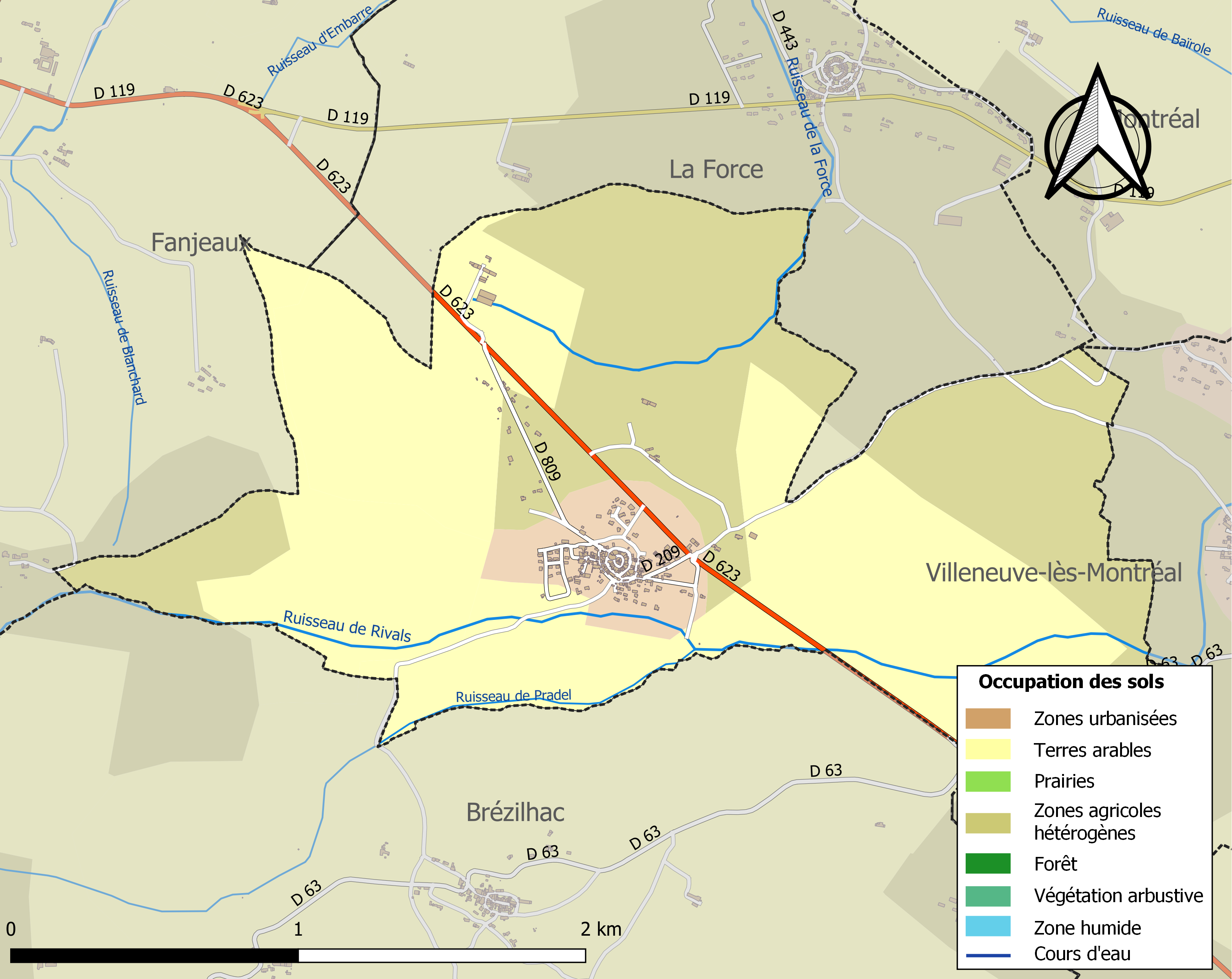
Carte des infrastructures et de l'occupation des sols de la commune en 2018 (CLC).

### Risques majeurs
Le territoire de la commune de Lasserre-de-Prouille est vulnérable à différents aléas naturels : météorologiques (tempête, orage, neige, grand froid, canicule ou sécheresse) et séisme (sismicité faible). Un site publié par le BRGM permet d'évaluer simplement et rapidement les risques d'un bien localisé soit par son adresse soit par le numéro de sa parcelle.

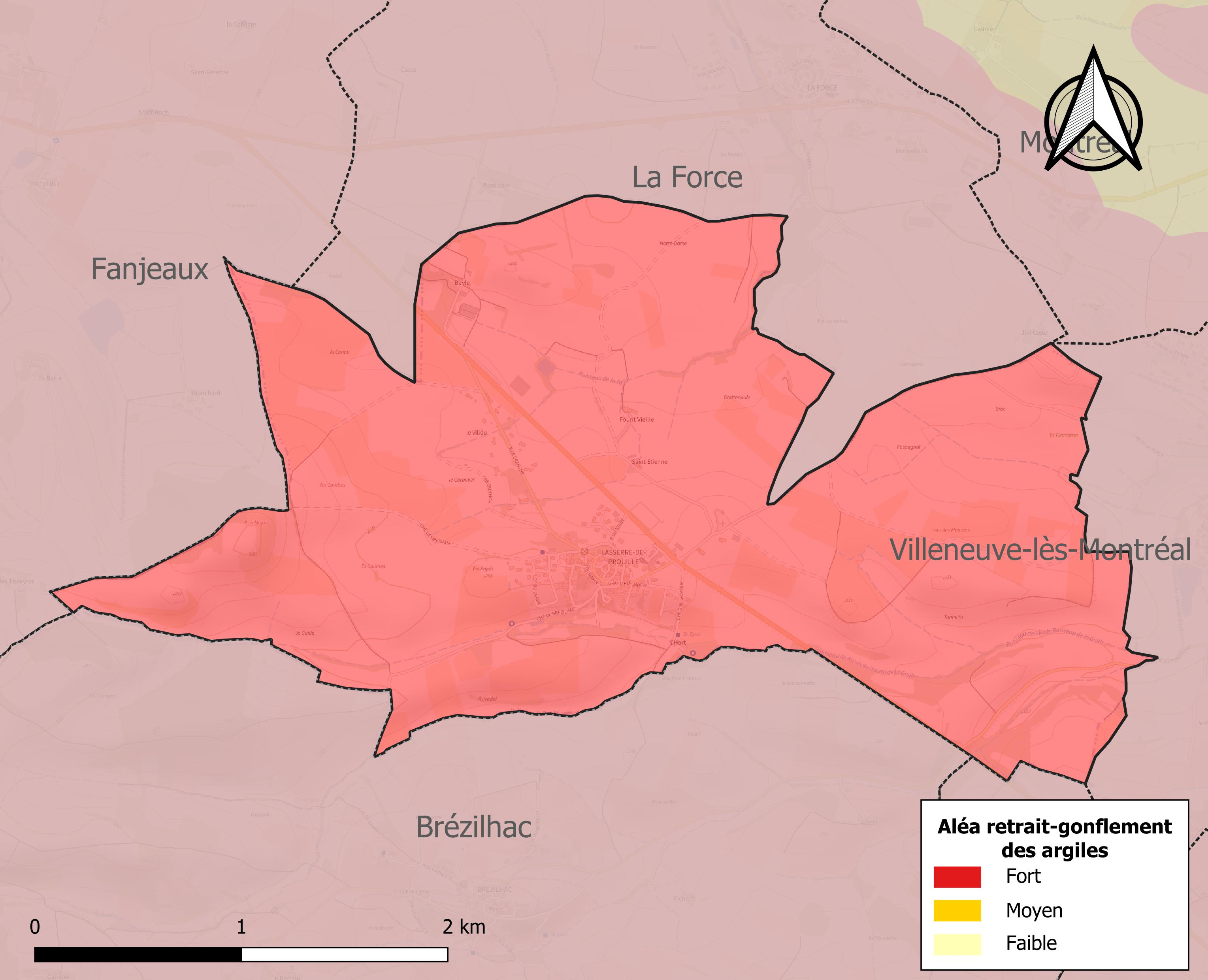
Carte des zones d'aléa retrait-gonflement des sols argileux de Lasserre-de-Prouille.

Le retrait-gonflement des sols argileux est susceptible d'engendrer des dommages importants aux bâtiments en cas d’alternance de périodes de sécheresse et de pluie. La totalité de la commune est en aléa moyen ou fort (75,2 % au niveau départemental et 48,5 % au niveau national). Sur les 134 bâtiments dénombrés sur la commune en 2019, 134 sont en aléa moyen ou fort, soit 100 %, à comparer aux 94 % au niveau départemental et 54 % au niveau national. Une cartographie de l'exposition du territoire national au retrait gonflement des sols argileux est disponible sur le site du BRGM,.

## Politique et administration

### Liste des maires
| Période                                  | Période  | Identité        | Étiquette | Qualité |
| ---------------------------------------- | -------- | --------------- | --------- | ------- |
| mars 2001                                | 2008     | Eugène Nicolas  |           |         |
| mars 2008                                | 2020     | Louis Vialettes |           |         |
| mai 2020                                 | en cours | Eric Lannes     |           |         |
| Les données manquantes sont à compléter. |          |                 |           |         |

## Population et société

### Démographie
L'évolution du nombre d'habitants est connue à travers les recensements de la population effectués dans la commune depuis 1793. Pour les communes de moins de 10 000 habitants, une enquête de recensement portant sur toute la population est réalisée tous les cinq ans, les populations de référence des années intermédiaires étant quant à elles estimées par interpolation ou extrapolation. Pour la commune, le premier recensement exhaustif entrant dans le cadre du nouveau dispositif a été réalisé en 2006.

En 2022, la commune comptait 290 habitants, en évolution de +9,02 % par rapport à 2016 (Aude : +2,65 %, France hors Mayotte : +2,11 %).
| 1793 | 1800 | 1806 | 1821 | 1831 | 1836 | 1841 | 1846 | 1851 |
| ---- | ---- | ---- | ---- | ---- | ---- | ---- | ---- | ---- |
| 443  | 447  | 478  | 415  | 405  | 408  | 422  | 399  | 400  |

| 1856 | 1861 | 1866 | 1872 | 1876 | 1881 | 1886 | 1891 | 1896 |
| ---- | ---- | ---- | ---- | ---- | ---- | ---- | ---- | ---- |
| 352  | 330  | 275  | 275  | 271  | 308  | 294  | 284  | 261  |

| 1901 | 1906 | 1911 | 1921 | 1926 | 1931 | 1936 | 1946 | 1954 |
| ---- | ---- | ---- | ---- | ---- | ---- | ---- | ---- | ---- |
| 241  | 254  | 241  | 252  | 243  | 239  | 223  | 191  | 177  |

| 1962 | 1968 | 1975 | 1982 | 1990 | 1999 | 2006 | 2011 | 2016 |
| ---- | ---- | ---- | ---- | ---- | ---- | ---- | ---- | ---- |
| 164  | 189  | 199  | 177  | 174  | 202  | 225  | 241  | 266  |

| 2021 | 2022 | - | - | - | - | - | - | - |
| ---- | ---- | - | - | - | - | - | - | - |
| 286  | 290  | - | - | - | - | - | - | - |

## Économie

### Revenus
En 2018  (données INSEE publiées en septembre 2021), la commune compte 103 ménages fiscaux, regroupant 254 personnes. La médiane du revenu disponible par unité de consommation est de 17 690 € (19 240 € dans le département).

### Emploi
| Division       | 2008   | 2013   | 2018   |
| -------------- | ------ | ------ | ------ |
| Commune        | 8,1 %  | 9,5 %  | 13,7 % |
| Département    | 10,2 % | 12,8 % | 12,6 % |
| France entière | 8,3 %  | 10 %   | 10 %   |

En 2018, la population âgée de 15 à 64 ans s'élève à 156 personnes, parmi lesquelles on compte 68 % d'actifs (54,2 % ayant un emploi et 13,7 % de chômeurs) et 32 % d'inactifs,. En  2018, le taux de chômage communal (au sens du recensement) des 15-64 ans est supérieur à celui du département et de la France, alors qu'en 2008 la situation était inverse.
La commune fait partie de la couronne de l'aire d'attraction de Carcassonne, du fait qu'au moins 15 % des actifs travaillent dans le pôle,. Elle compte 34 emplois en 2018, contre 27 en 2013 et 26 en 2008. Le nombre d'actifs ayant un emploi résidant dans la commune est de 89, soit un indicateur de concentration d'emploi de 37,8 % et un taux d'activité parmi les 15 ans ou plus de 51,2 %.
Sur ces 89 actifs de 15 ans ou plus ayant un emploi, 22 travaillent dans la commune, soit 25 % des habitants. Pour se rendre au travail, 95,4 % des habitants utilisent un véhicule personnel ou de fonction à quatre roues, 2,3 % les transports en commun, 1,1 % s'y rendent en deux-roues, à vélo ou à pied et 1,1 % n'ont pas besoin de transport (travail au domicile).

### Activités hors agriculture
Douze établissements sont implantés  à Lasserre-de-Prouille au 31 décembre 2019.Le secteur du commerce de gros et de détail, des transports, de l'hébergement et de la restauration est prépondérant sur la commune puisqu'il représente 25 % du nombre total d'établissements de la commune (3 sur les 12 entreprises implantées à Lasserre-de-Prouille), contre 32,3 % au niveau départemental.

### Agriculture
|               | 1988 | 2000 | 2010 | 2020 |
| ------------- | ---- | ---- | ---- | ---- |
| Exploitations | 14   | 13   | 12   | 8    |
| SAU (ha)      | 435  | 491  | 431  | 275  |

La commune fait partie de la petite région agricole dénommée « Razès ». En 2020, l'orientation technico-économique de l'agriculture  sur la commune est la polyculture et/ou le polyélevage. Huit exploitations agricoles ayant leur siège dans la commune sont dénombrées lors du recensement agricole de 2020 (douze en 1988). La superficie agricole utilisée est de 275 ha,.

## Culture locale et patrimoine

### Lieux et monuments

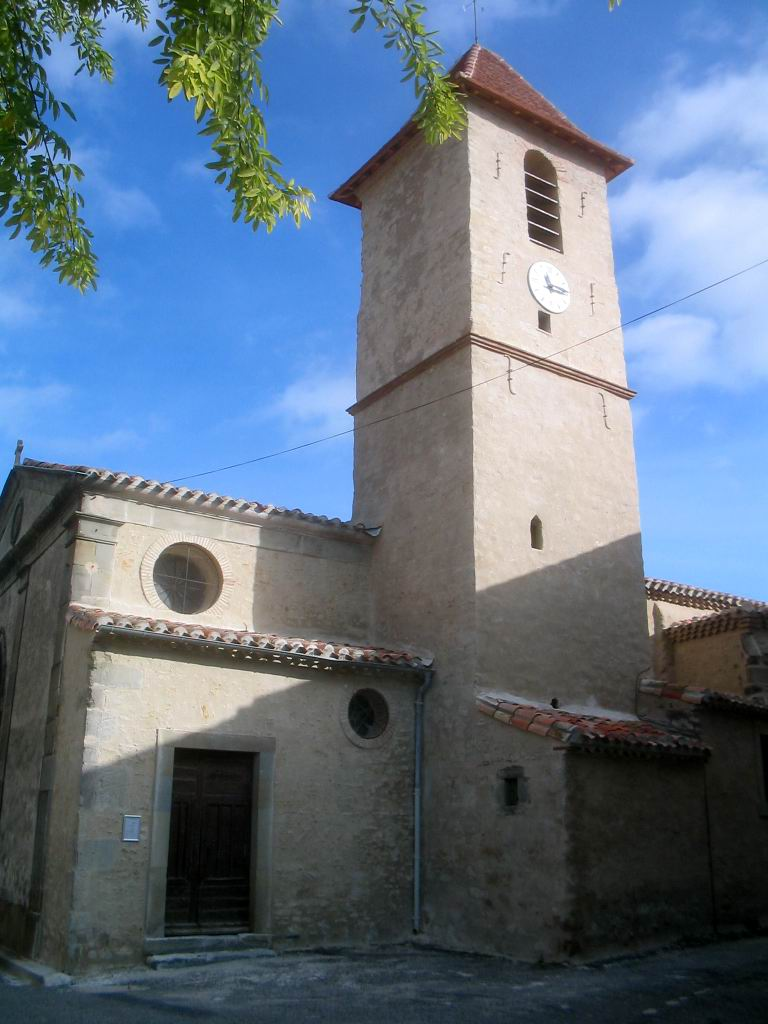
L'église Saint-Etienne.

- Église Saint-Étienne de Lasserre-de-Prouille.

### Héraldique, logotype et devise
| Armes de Lasserre-de-Prouille | Elles peuvent se blasonner ainsi aujourd’hui : Fascé, contre-fascé de sinople et d'or de six pièces |

## Pour approfondir